# 横浜市立中村特別支援学校
横浜市立中村特別支援学校（よこはましりつ なかむら とくべつしえんがっこう）は、神奈川県横浜市南区中村町四丁目にある市立特別支援学校。横浜市立中村小学校に併設されている。

## 学部
- 小学部
- 中学部
- 高等部

## 沿革
- 1982年4月1日 - 横浜市立中村養護学校として開校
- 2007年4月1日 - 学校名を横浜市立中村特別支援学校に変更